# 339 (عدد)
 339 هو عدد صحيح، يلي العدد 338 ويسبق العدد 340.

## في الرياضيات

### خصائص
- عدد طبيعي.[3]
- عدد فردي.[4][5]
- عدد زوجي.[5][6]
- عدد موجب،[7] السالب منه هو - 339.[8]

## في التاريخ
- 339 هـ هي سنة في التقويم الهجري.
- هي سنة  339 م في التقويم الميلادي.

## وصلات خارجية
الأعداد الصاتمة، ديوان اللغة العربية.